# Samuel Peter
Samuel Okon Peter, The Nigerian Nightmare, född 6 september 1980 i Akwa Ibom, Nigeria, är en nigeriansk-amerikansk proffsboxare som under en kort period 2008 var världsmästare i tungvikt för organisationen WBC.
Peter är känd för sin stora slagstyrka, men är trots det den enda proffsboxare som har förlorat mot båda bröderna Klytjko, Wladimir och Vitalij.

## Boxningskarriär
I mars 2008 blev Peter ny världsmästare för WBC då han på en gala i Cancún i Mexiko besegrade regerande mästaren Oleg Maskajev på TKO i rond 6.
Peter förlorade sedan sitt VM-bälte redan samma år då han i sitt första titelförsvar, mot Vitalij Klytjko, gav upp inför den åttonde ronden.
I april 2011 förlorade Peter en match mot Robert Helenius på knockout. 

### Webbkällor
Peter på Boxrec